# Kain

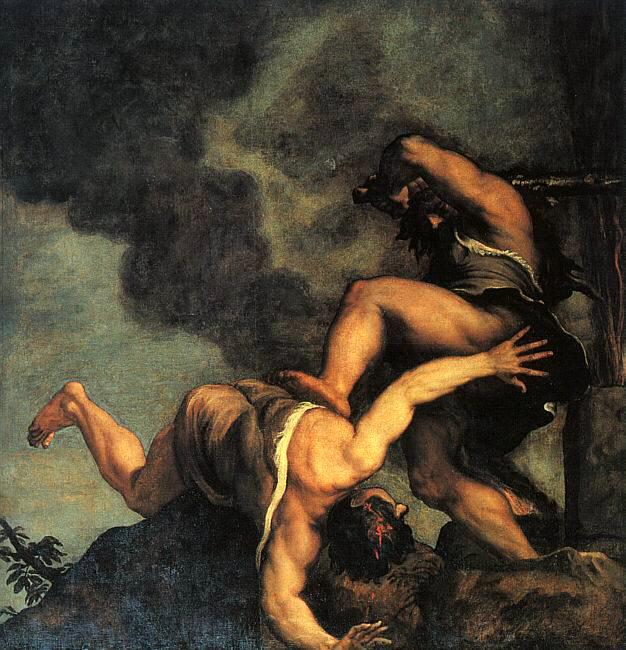
Tizian: Kain und Abel. (1570/76, Santa Maria della Salute, Venedig)

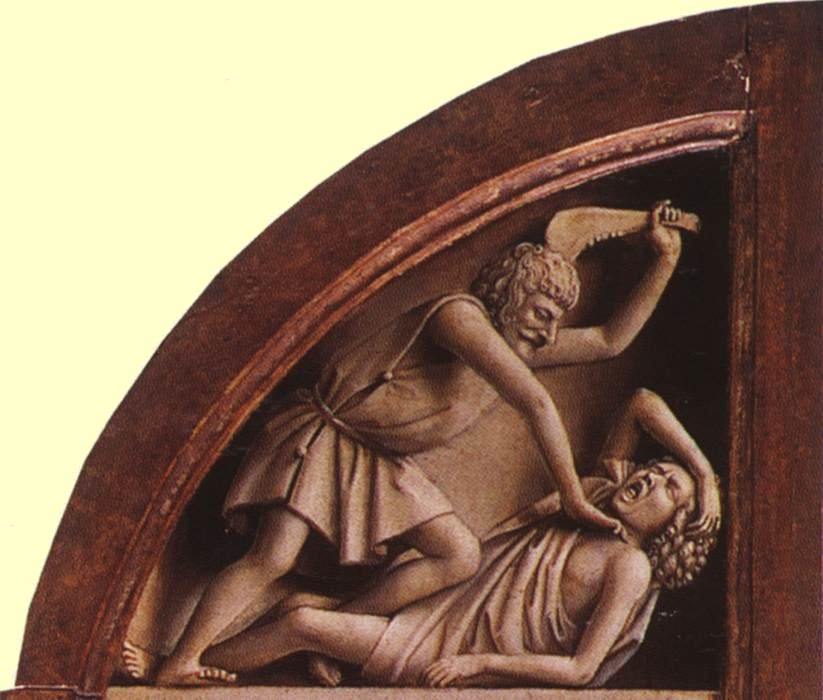
Die Ermordung Abels durch Kain. Bildfeld des Genter Altars von Jan van Eyck.

Kain (hebräisch קַיִן, arabisch قابيل, DMG Qābīl) ist gemäß dem biblischen 1. Buch Mose und dem Koran der erste Sohn von Adam und Eva, den ersten Menschen, die Gott auf der Erde erschaffen hatte. In der biblischen Darstellung Gen 4,1–16  erschlug Kain seinen jüngeren Bruder Abel. Der Koran erzählt die Geschichte der Brüder mit verändertem Akzent und ohne Namensnennung in Sure 5, 27–31.

## Etymologie
Die Etymologie des hebräischen Namens קַיִן kajin Kain ist nicht geklärt. Durch Evas Ausspruch in Gen 4,1 EU „Ich habe einen Mann vom Herrn erworben“, wird er volksetymologisch mit dem Verb קנה qnh („erwerben/erschaffen“) verbunden. Ein solcher Ausruf ist nicht untypisch, wird jedoch wissenschaftlich als Wortspiel, nicht als Etymologie gesehen, wie Renate Brandscheidt sowie Derek Kidner und Claus Westermann zeigen. Das Verb קנה qnh wird zwar biblisch an vielen Stellen als „schaffen“ übersetzt, jedoch immer mit Gott als Subjekt der Handlung. Westermann beschreibt zwar, dass es auch Deutungsversuche (Borger, Vattioni, Hauret) gibt, die Evas Ausruf in Anlehnung an den assyrischen Personennamen itti-ili-ašāmšu mit „Ich habe ein Kind vom HERRN gekauft“ oder „Ich habe mit der Hilfe des HERRN ein Kind erschaffen“ übersetzen, wie es viele frühe jüdische Interpreten getan haben, doch wird die im hebräischen Urtext verwendete Präposition את an keiner anderen Stelle in der Übersetzung „mit Hilfe von“ übersetzt. Stattdessen müsste die Präposition עם stehen. Argumente, dass sich an anderen Stellen die Präpositionen austauschen lassen, entkräften sich dadurch, dass dies nie an einer Stelle geschieht, in der es um Gottes Hilfe geht.
Möglich, jedoch von keinem Interpreten angenommen ist eine Verbindung zum rekonstruierten Nomen קַיִן *1 („Lanze/Speer“, vgl. 2Sam 21,16). Procksch deutet den Namen über andere westsemitische Sprachen als „Schmied“ oder „Metallarbeiter“ (vgl. arabisch qayn („Schmied“), palmyrenischen קיניא qaynāyā („Gold-/Silberschmied“) und andere). Cassuto beruft sich auf das arabische Verb  „gestalten, formen, bilden“ und deutet den Namen als „Handwerker“ (vgl. auch äthiopisch kin („Handwerk“)). Andere Verbindungen bestehen zum jüdisch-aramäischen קֶינָאָה qeynā’ah, syrisch qaynāyā, altsüdarabisch QYN („Minister/Diener/Verwalter“).
In der Septuaginta lautet der Name ebenfalls καιν kain.

## Biblische Darstellung

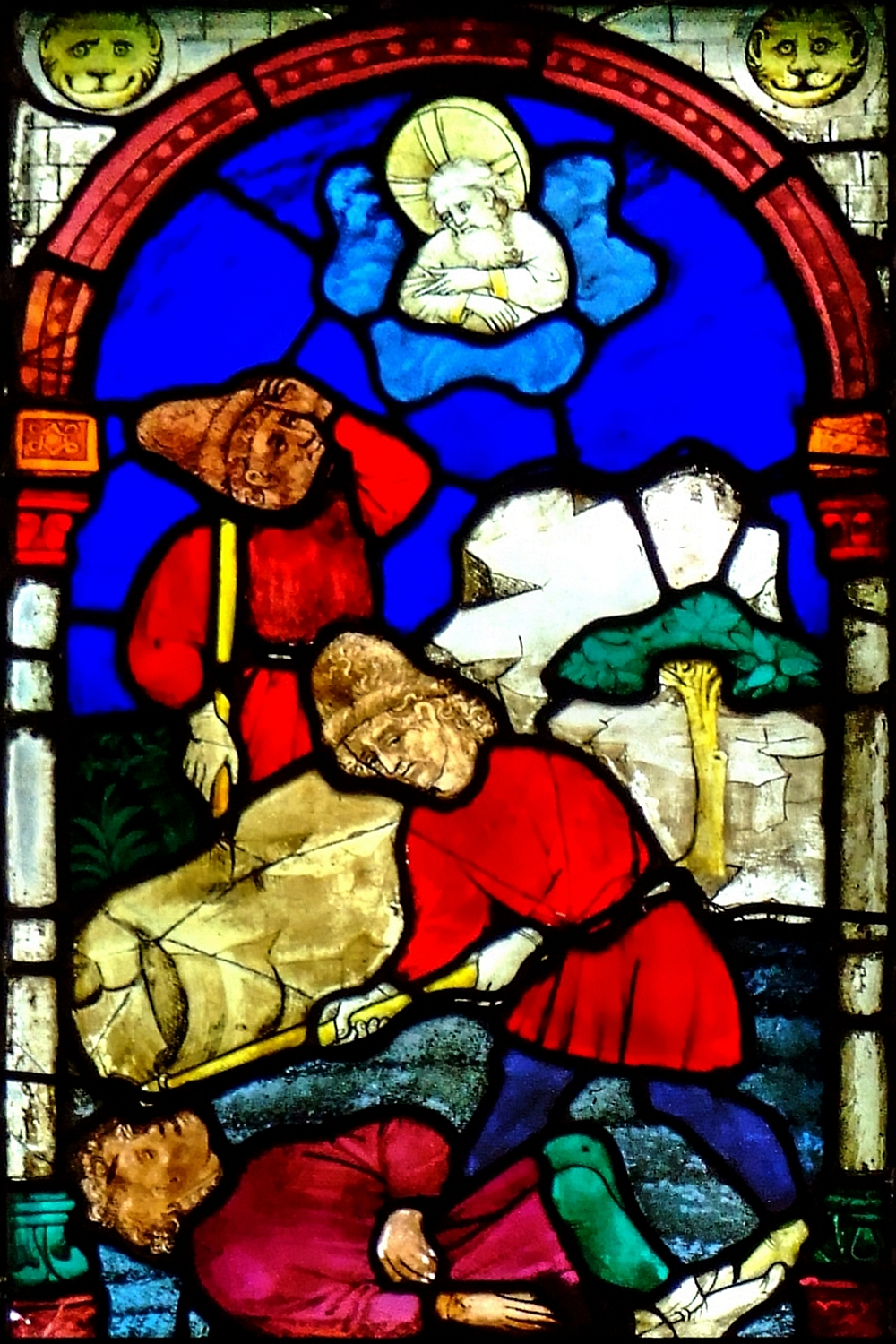
Kain erschlägt seinen Bruder Abel, Glasfenster von Hans Acker im Ulmer Münster (um 1430)

In Gen 4,1–24  findet sich die biblische Erzählung über Kain und Abel, die ältesten Söhne Adams und Evas. Kain, der Ackerbauer, war neidisch auf seinen Bruder Abel, den Hirten, weil Gott dessen Opfer vorzog (siehe auch: Chelev). In der Folge kamen ihm böse Gedanken, er hörte nicht auf die Ermahnungen Gottes und erschlug schließlich seinen Bruder. Damit wurde er laut Bibel zum ersten Mörder. Kain wurde für seine Tat von Gott verstoßen, jedoch als Zeichen für den weiteren Schutz durch Gott mit dem so genannten Kainsmal versehen.
Die Erzählung von Kain und Abel folgt in der Bibel direkt auf die Vertreibung aus dem Paradies. Beide Erzählungen sind parallel gestaltet. Während jedoch in der ersten Erzählung ein „vertikales“ Vorgehen beschrieben wird (Gott bestraft Menschen), wird nun ein „horizontales“ Vorgehen beschrieben: Menschen töten sich gegenseitig.
Kain übersiedelte östlich von Eden in das Land Nod, wo er mit seiner – nicht näher beschriebenen – Frau einen Sohn, Henoch, zeugte. Er gründete eine Stadt, die er nach seinem Sohn benannte (Gen 4,17 ). Das Buch der Jubiläen nennt seine Schwester Awan als seine Frau.
Die Darstellung endet mit der Wiedergabe des Stammbaums Kains, durch den das Wachsen der Menschheit verdeutlicht wird. Anders als bei den Nachkommen des Set, des nachgeborenen, dritten Sohns Adams und Evas, werden die Lebensalter dieser Urväter nicht angegeben. Da die Nachkommen Kains bis zur Sintflut aber nur sieben Generationen umfassen – Henoch, Irad, Mehujaël, Metuschaël, Lamech und dessen Kinder (Gen 4,17–22 ) – anstatt der neun Generationen nach Set (Gen 5,6–32 ), müssten die Kainiten ihre genannten Söhne in höherem durchschnittlichen Alter gezeugt haben. Zu Kains Nachkommen gehören Jubal, Stammvater der Zither- und Flötenspieler, Tubal-Kain, Stammvater der Schmiede, und Jabal, Stammvater der Hirten, sowie deren Schwester Naama.
Da laut Gen 6  in der Sintflut alle Menschen außer Noach und seiner Familie umkamen, stellte sich die Frage, wie die Söhne Lamechs zu Begründern wichtiger Berufsgruppen werden konnten. Dies wurde in der jüdischen Tradition beantwortet, indem man die in der Bibel namenlosen Frauen Noachs und seiner drei Söhne Sem, Ham und Jafet zu weiblichen Nachkommen Lamechs erklärte. Allerdings wurden die „Menschentöchter“, die mit den „Gottessöhnen“ die Nephilim zeugten, die Riesen und Helden der Vorzeit, ebenfalls traditionell mit den weiblichen Nachfahren Kains identifiziert, die entweder die Engel zum Abfall von Gott verleiteten oder die frommen Nachfahren des Set zum Götzendienst verführten.
Noch in der Zeit der geteilten Königreiche von Israel und Juda existierte ein Stamm der Keniter, anscheinend ein Clan von nomadischen Wanderschmieden. Diese führten sich auf Kain zurück (Num 24,21 ).

## Koranische Darstellung
Im Koran wird die jüdische Überlieferung des Zwei-Brüder-Motivs unterschiedlich geschildert: Beide Söhne Adams brachten jeweils ein Opfer dar, wovon lediglich das des jüngeren angenommen wurde. Als der ältere Bruder dem jüngeren deswegen mit Mord drohte, erwiderte dieser, keine Gegenwehr zu leisten, da nur Gott zu fürchten sei. Der Lohn des Ungerechten sei die Hölle, und als Mörder müsse der Bruder dort beider Sünden verbüßen. Davon unbeeindruckt, erschlug der Ältere den Jüngeren (Sure 5, 28–31).
Der Ältere suchte nach einer Möglichkeit, des Bruders Leichnam zu verbergen. Gott sandte einen in der Erde scharrenden Raben, was bedeutete, den Ermordeten zu begraben. Erst jetzt bereute der Ältere die Tat (Sure 5, 32). Drei Folgeverse ordnen die Schwere einer Mordtat im islamischen Recht ein, versprechen bei echter Reue jedoch Gottes Barmherzigkeit.
Diese Nacherzählung mit der Hinzufügung des Begräbnisses und der Reue gleicht einer jüdischen Textauslegung (Midrasch), in welcher Gott dem Kain zwei Vögel sandte, deren einer den anderen tötete und dann verscharrte. Sure 5 nennt die Brüder nicht beim Namen. Da jedoch besagte Midrasch (Tanchuma, Pirqe de Rabbi Eliezer) aus dem 8. und 9. Jahrhundert stammen, ist eine definitive Abhängigkeit des Korans (7. Jahrhundert) von diesen Midrasch aus chronologischer Sicht fraglich.
Nach außerkoranischer Tradition erschlägt Kabil (auch Qabil) seinen Bruder Habil. Eine spätere (sunnitische) Auslegung wob die Tat in eine größere Geschichte ein, indem die Abstammung aller Menschen von Adam und Eva (nach Sure 4, 1) folgendermaßen hergeleitet wird: Alle Kinder Evas (je nach Auslegung eine Zahl zwischen 20 und weit über 100) seien, je Schwester und Bruder, als kreuzweise zu verheiratende Zwillinge zur Welt gekommen. Während der jüngere Habil mit Kabils Zwillingsschwester einverstanden war, weigerte sich Kabil, Habils Schwester zu ehelichen. Um die Situation zu klären, sollten, ein Gottesurteil erwartend, Allah Opfer dargeboten werden. Habil opferte sein bestes Tier, während Kabil den schlechtesten Teil der Ernte darbot. Lediglich Habils Opfer annehmend urteilte Allah gegen Kabil.

## Legendarisches
Der Legende nach soll die Bluttat Kains in einer Grotte an dem Berg Jabal Arbain (Dschabal Qāsiyūn), nordwestlich von Damaskus (Syrien), geschehen sein, wo sich aus diesem Grund heute eine kleine Moschee befindet. Das angebliche Grab Abels befindet sich an der heutigen, die Länder Syrien und den Libanon verbindenden Autobahn zwischen Damaskus und Beirut, ca. 30 km vom Jabal Arbain entfernt.

## Frühe Rezeptionsgeschichte

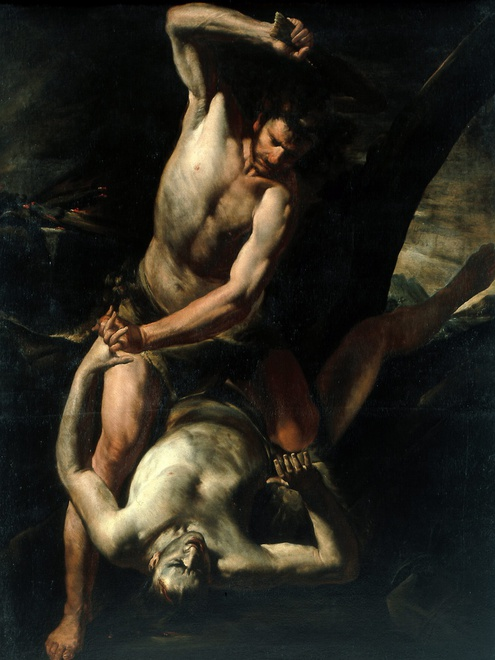
Gioacchino Assereto: Kain und Abel (nach 1640)

In seinen Antiquitates Judaicae beschreibt der jüdische Geschichtsschreiber Flavius Josephus, wie Kain die von Gott erschaffene einfache Ordnung des Lebens kompliziert machte, indem er Städte mit Mauern errichten ließ und zum Beispiel das Maß erfunden haben soll. Flavius’ Darstellung Kains deckt sich streckenweise mit dem biblischen Bericht und teilt mündliche jüdische Tradition mit. Des Weiteren beschreibt Flavius Josephus Kain als sehr schlechten Menschen und seine Nachkommen als mordend, vergewaltigend, sich bereichernd. Von den ersten Christen wurde Abels Ermordung als Vorläufer aller Vergehen an Unschuldigen begriffen. Auch die Kreuzigung Jesu wird in diesen Zusammenhang eingereiht (vgl. Mt 23,35 ; Lk 11,50f. ) sowie die Christenverfolgungen im Römischen Reich. Im neutestamentlichen Judasbrief  wird Kain zum Sinnbild des Menschen auf falschem Wege. Nach 1 Joh 3,12  stammt Kain vom „Bösen“ ab, was sich mit jüdischen Legenden trifft, die nicht Adam, sondern Satan zum Vater Kains machen.
Diese Auffassungen unterscheiden sich von jenen der Bibel, wonach Gott Kain trotz des Homizides schützt.
In den ersten nachchristlichen Jahrhunderten bezog sich nach Angaben des Kirchenvaters Epiphanius von Salamis die gnostische Gruppierung der Kainiten auf Kain als Träger der Erkenntnis.
In den Apokryphen ist Kain auch unter dem Namen Adiaphotos zu finden.
In der christlichen Kunst steht die Ermordung Abels durch Kain häufig als Symbol für den Opfertod Jesu Christi.

## Neuzeitliche Rezeption

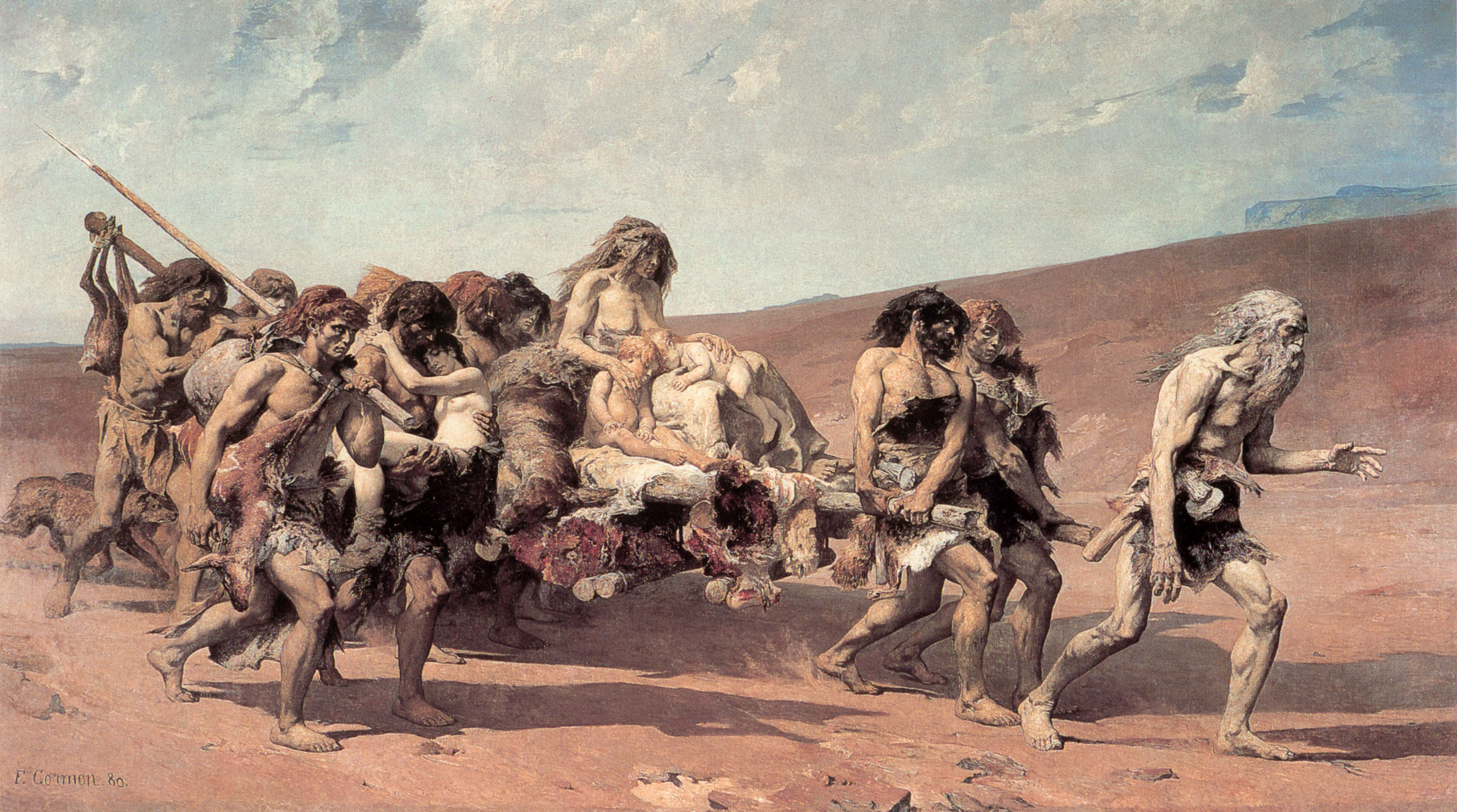
Kain auf der Flucht vor Jahwes Fluch von Fernand-Anne Piestre Cormon ca. 1880, Musée d’Orsay, Paris

- Die 1577 geschaffene Reliefdarstellung des Kain-und-Abel-Kamins in Essen nimmt das Motiv auf.
- Pietro Metastasio verfasste 1732 ein Oratorienlibretto unter dem Titel La morte d’Abel, das vielfach vertont wurde.
- Lord Byron verfasste 1821 eine dramatische Bearbeitung des biblischen Stoffes unter dem Titel Cain.
- Charles Baudelaire verfasste 1857 im Rahmen seines Gedichtzyklus Les Fleurs du Mal das anarchistische Gedicht Abel et Caïn, in dem Kain als Ahnherr aller Ausgestoßenen, Verdammten und insbesondere des Lumpenproletariats dazu aufgerufen wird, den Himmel zu erstürmen und Gott zu Boden zu schleudern, so wie dieser es einst mit Luzifer tat – also jede bestehende Herrschaftsordnung umzuwerfen.
- Die Komponisten Eugen d’Albert (Kain, 1900), Felix von Weingartner (Kain und Abel, 1913) und Rudi Stephan (Die ersten Menschen, bis 1915) bearbeiteten den Stoff für die Opernbühne.
- John Steinbeck versetzte die Grundzüge der biblischen Geschichte in seinem Roman Jenseits von Eden in den Kontext Kaliforniens im 19. und frühen 20. Jahrhundert.
- Karl Edward Wagners Fantasy-Figur Kane basiert auf dem biblischen Kain.
- Der Bösewicht Kane in der Computerspielreihe Command & Conquer wurde nach dem biblischen Kain benannt, der Name seiner Organisation „Bruderschaft von Nod“ spielt auf das biblische Nod an, in welches Kain ins Exil ging.
- Kain ist unter anderem ein Song der Band Subway to Sally von dem Album Foppt den Dämon!.
- Kain & Abel ist ein Song der deutsch-schwedischen Band Protector vom Debüt-Album „Misanthropy“ aus dem Jahre 1987.
- Ich bin Kain ist ein Theaterstück des deutschen Dramatikers Jens Raschke und eine Spekulation darüber, was zwischen Sündenfall und Brudermord geschehen sein könnte (Uraufführung am 14. Januar 2016 am Deutschen Nationaltheater Weimar – Regie: Jakob Fedler).
- Im Pen-&-Paper-Rollenspielsystem Vampire: Die Maskerade ist Kain der mythische Stammvater der Vampire. Seine Nachkommen nennen sich u. a. „Kainskinder“ oder „Kainiten“ und sind, wie der erste Mörder Kain selbst auch, dazu verflucht, sich vom Blut anderer Lebewesen zu ernähren.
- Kain ist der Protagonist in der Computerspielreihe Legacy of Kain, deren Geschichte sich lose Anleihen aus der Mythologie von Vampire: Die Maskerade entnimmt. Auch hier ist Kain ein verfluchter Urvampir.
- in Neil Gaimans Graphic Novel Sandman sowie in der gleichnamigen Netflix-Serie spielen die Brüder Kain und Abel Nebenrollen
- In der Antarktis sind zwei Nunataks als Kain-Nunatak und Abel-Nunatak benannt.
- Kain spielt eine Rolle in den US-amerikanischen Serien Supernatural und Lucifer.
- In der US-Horrorkomödie „He Never Died“ erscheint Kain als tragische Figur der Gegenwart.
- Innerhalb der Ornithologie wird der Terminus „Kainismus“ meist als Synonym für Geschwistertötung verwendet.
- Der französische Rapper Dosseh verlegt die Geschichte mit seinem Song "Abel & Caïn" in den Kontext der modernen Großstadt.